# Kostel svatého Jakuba Staršího (Osová Bítýška)
Kostel svatého Jakuba Staršího se nachází na v centru obce Osová Bítýška. Je to farní kostel římskokatolické farnosti Osová Bítýška. Jde o jednolodní barokní stavbu s gotickým jádrem a hranolovou zvonicí v těsné blízkosti. Kostel je spolu s torzem hradební zdi a barokní branou chráněn jako kulturní památka České republiky.

## Historie
První písemné záznamy o kostele pochází z 13. století, kdy farnost při kostele svatého Jakuba Staršího patřila pod komendu řádu německých rytířů v Opavě, ten farnost osazoval svými kněžími. Na počátku 16. století patřil kostel husitům. V roce 1608 však kostel již opět měl katolického faráře, nicméně ten nedostával desátky, protože majitelé panství byli husitské víry. V roce 1633 pak nastoupil kněz Petr Vojtovius, který zjistil, že farnost i kostel je ve špatném stavu a téměř v obci nejsou věřící a farnost tak svoji činnost ukončila a roku 1646 byla přidělena jako filiálka pod farnost v Heřmanově. V roce 1684 však byla opravena a znovu zavedena jako samostatná farnost s příslušnými obcemi Osová Bítýška, Osová, Vlkov, Březí, Ondrušky, Záblatí, Březka, Níhov, Ořechov a Ronov. Roku 1788 však byla farnost rozdělena, když byla v Březí zřízena samostatná farnost.
Někdy v době vytvoření nové farnosti byl kostel rozšířen a opraven, mělo se to stát někdy před rokem 1662, měl být v tu dobu již velkolepý. Později byl kostel rekonstruován ještě v roce 1895, kdy také byl z odkazu někdejšího faráře postaven nový hlavní oltář se třemi sochami (svatého Jakuba Staršího, svatého Jana Křtitele a svatého Ladislava) a třemi reliéfy (Boha Otce a andělů). Kostel byl vymalován, křtitelnice upravena a byla zakoupena nová křížová cesta. V roce 1893 byly také vystavěna dva boční oltáře, první byl zasvěcen svaté Anně a druhý Panně Marii, na kůru pak byly vystavěny varhany.
V roce 1916 pak byla v kostele vestavěna nová okrouhlá kovová okna. V témže roce také byly zkontrolovány zvony a věž, v tu dobu bylo na věži příslušno 6 zvonů. Zvony pochází z doby kolem 16. století, kdy největší je průměru 110 cm a váhy 745 kg, další jsou menší. V roce 1923 pak byla opravena zeď obepínající areál kostela a také byly postaveny schody ke věži. O čtyři roky později pak byl kostel opět rekonstruován, byly opraveny vnitřní i vnější fasády. Při této rekonstrukci byl také prolomen vchod do původní krypty, do které vedlo sedm schodů, rozměry krypty jsou 3 na 2,5 metru. Uvádí se, že tato prostora je pouze předsíní hlavní krypty, která by se měla nacházet pod hlavním oltářem.
Později však kostel opět velmi zašel, kdy v roce 1940 byl kostel velmi vlhký a v tomto roce byla pouze mírně opravena prkenná podlaha, boční oltáře, vylepšena elektroinstalace a zaskleny okna v kostele, také byly zabudovány odvodní trubky, jež měly vodu od kostela odvádět do kanalizace. A také byl opět prolomen vstup do krypty a byla otevřena i hlavní krypta, která byla nalezena prázdná. Také byl umístěn místo původního hlavního oltáře nový hlavní oltář od kněze Gottwalda, opravy tak trvaly až do roku 1941. V roce 1942 pak byly rekvírovány zvony, v obci zůstaly pouze dva z šesti zvonů, zvony však byly zachráněny, největší puklý zvon byl svařen a navrácen po skončení druhé světové války do věže kostela. V roce 1948 pak byl opět kostel rekonstruován, byla opravena střecha kostela a o rok později i střecha věže. O dva roky později byla opět opravena elektroinstalace a upraveny okna a fasáda kostela. V roce 1957 pak byla opravena brána ve zdi obíhající kostel a v roce 1960 byla opět opravena střecha věže i kostela. V roce 1962 pak byly opraveny varhany a o rok později byla komplexně rekonstruována věž.
V roce 1957 kostel získal od anonymního dárce novou zpovědnici a o deset let později byl opraven interiér kostela. V roce 1978 pak byl kostel opět komplexně opraven, byly odneseny oba boční oltáře a byla položena mramorová dlažba a také byla oplechována střecha, tyto opravy pak trvaly až do roku 1980. V roce 1994 pak byl opět kostel rekonstruován, byla opravena vnější fasáda kostela, věže i márnice a také bylo upraveno okolí kostela i se vstupní branou. Od roku 1993 není ve farnosti příslušný žádný kněz, farnost spadá pod farnost v Rudě. V roce 2009 pak byla rekonstruována věž
V roce 2015 byly varhanářem Daliborem Michkem opraveny varhany.
V letech 2024-25 byly z blízkého okolí kostela odstraněny přerostlé keře a následně postupně zrekonstruovaná fasáda. Rekonstrukce se též dočkala vstupní brána směrem k faře. Starý vybledlý obraz vzkříšeného Ježíše z brány byl nahrazen novým obrazem sv. Jakuba.